# Smyslovye Galljoetsinatsii

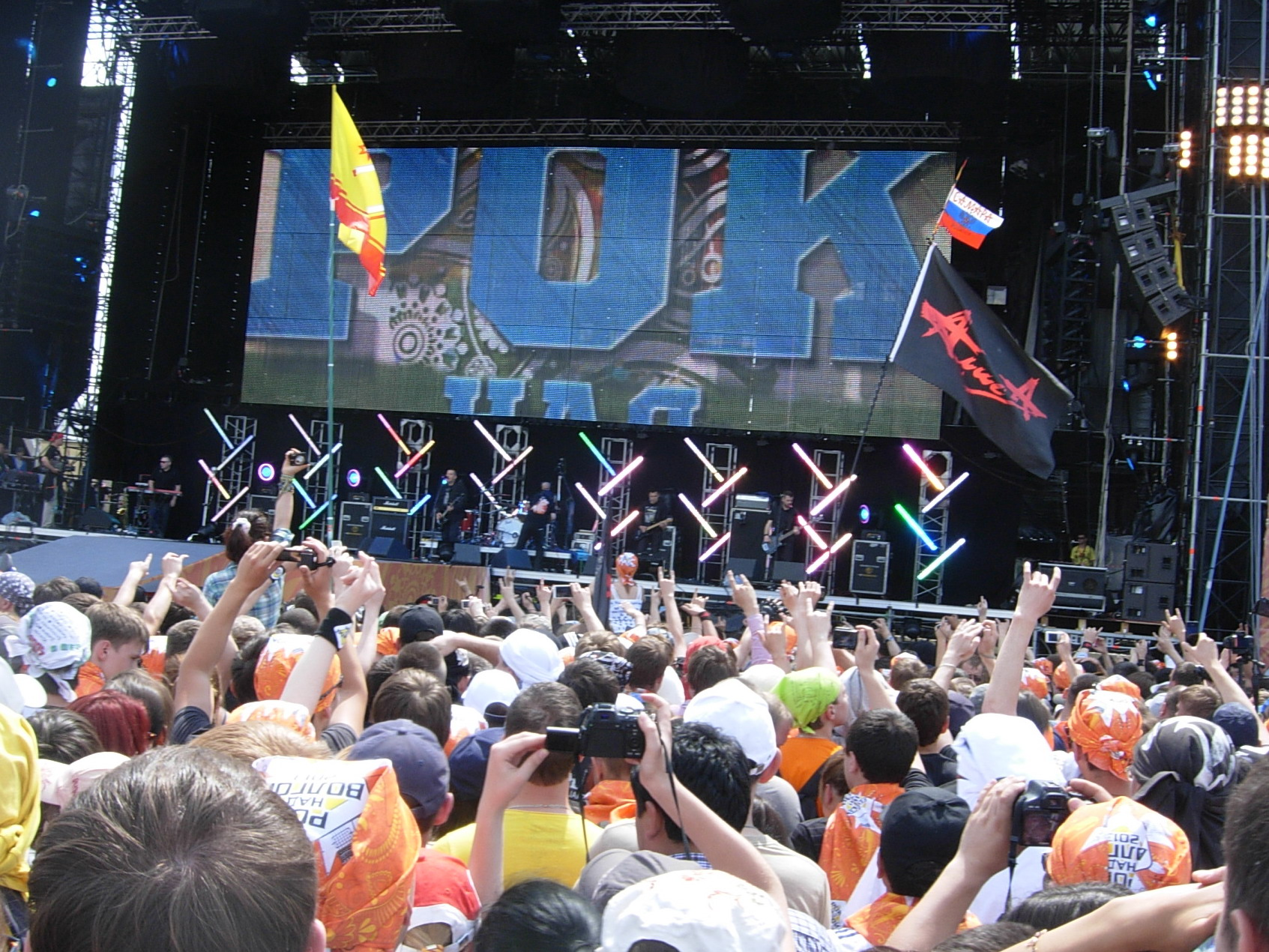
Smyslovye Galljoetsinatsii in 2013

Smyslovye Galljoetsinatsii (Russisch: Смысловые Галлюцинации; "Hallucinaties van betekenis" of "semantische hallucinaties") is een Russische groep die in 1989 werd gevormd in Jekaterinenburg. De term is niet bekend binnen de medische wereld, maar ontstond als een slip of the tongue en bleef hangen. De groep is ook bekend onder de verkorte naam "Gljoeki" ("Глюки"), een slang-term, die eigenlijk hetzelfde betekent: "glitches in je hersenen".
De groep viel uiteen, maar kwam opnieuw bij elkaar in 1995. Sindsdien werd de muziek van de groep gedraaid op de Moskouse radiozender Nasje Radio (Наше Радио) en tijdens verschillende concerten. De band bleef grotendeels onbekend tot het melancholische nummer Vetsjno Molodoj (Вечно молодой; "voor eeuwig jong") werd gebruikt in de Russische actiefilms Brat en Brat 2. In 2000 werd het nummer geplaatst op de soundtrack van Brat 2, die een redelijk commercieel succes werd.